# Sprintvärldsmästerskapen i kanotsport 1958
Sprintvärldsmästerskapen i kanotsport 1958 anordnades i Prag i Tjeckoslovakien.

## Medaljsummering
| Pl.    | Nation          | Guld | Silver | Brons | Totalt |
| ------ | --------------- | ---- | ------ | ----- | ------ |
| 1      | Sovjetunionen   | 5    | 3      | 4     | 12     |
| 2      | Västtyskland    | 4    | 2      | 4     | 10     |
| 3      | Ungern          | 1    | 5      | 0     | 6      |
| 4      | Tjeckoslovakien | 0    | 3      | 2     | 5      |
| 5      | Rumänien        | 1    | 1      | 1     | 3      |
| 6      | Sverige         | 0    | 1      | 2     | 3      |
| 7      | Polen           | 2    | 0      | 0     | 2      |
| 8      | Belgien         | 1    | 0      | 0     | 1      |
| 9      | Finland         | 1    | 0      | 0     | 1      |
| 10     | Danmark         | 0    | 0      | 1     | 1      |
| 11     | Östtyskland     | 0    | 0      | 1     | 1      |
| Totalt | Totalt          | 15   | 15     | 15    | 45     |

### Herrar

#### Kanadensare
| Gren        | Guld                                              | Tid | Silver                                  | Tid | Brons                                   | Tid |
| C-1 1000 m  | Gennadij Bucharin (URS)                           |     | Jiří Vokněr (TCH)                       |     | Jurij Vinogradov (URS)                  |     |
| C-1 10000 m | Gennadij Bucharin (URS)                           |     | Jiří Vokněr (TCH)                       |     | Nichifor Tarara (ROU)                   |     |
| C-2 1000 m  | Rumänien Alexe Dumitru Simion Ismailciuc          |     | Ungern László Simari Lajos Bodnar       |     | Tjeckoslovakien Jiří Kodeš Václáv Cokal |     |
| C-2 10000 m | Sovjetunionen Stepan Osjtjepkov Aleksandr Silajev |     | Rumänien Achim Sidorov Lavretni Kalinov |     | Tjeckoslovakien Jiří Kodeš Václáv Cokal |     |

#### Kajak
| Gren                | Guld                                                                  | Tid | Silver                                                                | Tid | Brons                                                                                   | Tid |
| K-1 500 m           | Stefan Kapłaniak (POL)                                                |     | Gert Fredriksson (SWE)                                                |     | Dieter Krause (GDR)                                                                     |     |
| K-1 1000 m          | Fritz Briel (GER)                                                     |     | Ferenc Hatlaczki (HUN)                                                |     | Gert Fredriksson (SWE)                                                                  |     |
| K-1 10000 m         | Thorvald Strömberg (FIN)                                              |     | Ladislav Čepčianský (TCH)                                             |     | Vagn Schmidt (DEN)                                                                      |     |
| K-1 4 x 500 m relay | Västtyskland Paul Lange Meinard Miltenberger Helmut Herz Fritz Briel  |     | Ungern György Mészáros László Kovács Ferenc Hatlaczki Lajos Kiss      |     | Sverige Henri Lindelöf Carl van Gerber Sven-Olaf Sjödelius Gert Fredriksson             |     |
| K-2 500 m           | Polen Stefan Kapłaniak Władysław Zieliński                            |     | Ungern László Nagy László Kovács                                      |     | Västtyskland Meinard Miltenberger Paul Lange                                            |     |
| K-2 1000 m          | Belgien Henri Verbrugghe Germain van der Moere                        |     | Sovjetunionen Jevgenij Jatsinenko Ivan Golovatjov                     |     | Sovjetunionen Michail Kaleeste Anatolij Demitkov                                        |     |
| K-2 10000 m         | Ungern János Urányi László Fábián                                     |     | Västtyskland Heinz Ackers Wilhelm Schlüssel                           |     | Västtyskland Helmuth Stocker Franz Teidl                                                |     |
| K-4 1000 m          | Västtyskland Michel Scheuer Georg Lietz Gustav Schmidt Theodor Kleine |     | Ungern György Mészáros József Pehl András Szente János Petroczy       |     | Sovjetunionen Michail Kaleeste Igor Pisarev Anatolij Trosjenkov Anatolij Demitkov       |     |
| K-4 10000 m         | Västtyskland Michel Scheuer Georg Lietz Gustav Schmidt Theodor Kleine |     | Västtyskland Günter Kruger Walter Sander Heinrich Hell Hubert Birgels |     | Sovjetunionen Mykolas Rudzinskas Volodar Zvjozdkin Alfonsas Rudzinskas Vasilij Stepanov |     |

### Damer

#### Kajak
| Gren      | Guld                                          | Tid | Silver                                             | Tid | Brons                                     | Tid |
| K-1 500 m | Jelisaveta Kislova (URS)                      |     | Antonina Seredina (URS)                            |     | Theresa Zens (GER)                        |     |
| K-2 500 m | Sovjetunionen Nina Grusinzjeva Marija Zjubina |     | Sovjetunionen Antonina Seredina Jelisaveta Kislova |     | Västtyskland Theresa Zens Ingrid Hartmann |     |